# Eleições legislativas de 2009 em Vila Nova de Famalicão

## Resultados Oficiais
| Partido                 | Partido                        | Votos   | %               | +/-   |
| ----------------------- | ------------------------------ | ------- | --------------- | ----- |
|                         | Partido Socialista             | 34 979  | 44,82 / 100,00  | 3,38  |
|                         | Partido Social Democrata       | 23 097  | 29,60 / 100,00  | 2,38  |
|                         | CDS – Partido Popular          | 7 447   | 9,54 / 100,00   | 2,39  |
|                         | Bloco de Esquerda              | 5 974   | 7,65 / 100,00   | 3,16  |
|                         | Coligação Democrática Unitária | 3 066   | 3,93 / 100,00   | 0,24  |
|                         | Outros                         | 1 774   | 2,27 / 100,00   |       |
| Votos Inválidos         | Votos Inválidos                | 1 706   | 2,19 / 100,00   | 0,29  |
| Total                   | Total                          | 78 043  | 100,00 / 100,00 |       |
| Eleitorado/Participação | Eleitorado/Participação        | 114 372 | 68,24 / 100,00  | 3,83  |
| Fonte                   | Fonte                          | [ 1 ]   | [ 1 ]           | [ 1 ] |

## Resultados por Freguesia
Os resultados seguintes referem-se aos partidos que obtiveram mais de 1,00% dos votos:
| Freguesia              | %     | %     | %     | %     | %     | Votantes |
| Freguesia              | PS    | PSD   | CDS   | BE    | CDU   | Votantes |
| ---------------------- | ----- | ----- | ----- | ----- | ----- | -------- |
| Abade de Vermoim       | 44,26 | 32,77 | 7,66  | 6,81  | 5,53  | 235      |
| Antas                  | 40,04 | 32,50 | 12,11 | 7,35  | 3,37  | 3 114    |
| Arnoso Santa Eulália   | 44,98 | 24,36 | 5,62  | 8,57  | 9,77  | 747      |
| Arnoso Santa Maria     | 42,83 | 33,12 | 10,16 | 6,08  | 2,27  | 1 102    |
| Avidos                 | 45,52 | 31,68 | 9,64  | 6,20  | 1,53  | 1 048    |
| Bairro                 | 44,64 | 31,30 | 7,57  | 7,76  | 4,46  | 2 061    |
| Bente                  | 46,61 | 36,27 | 4,75  | 6,27  | 2,54  | 590      |
| Brufe                  | 47,49 | 29,38 | 8,79  | 6,59  | 3,57  | 1 457    |
| Cabeçudos              | 44,07 | 30,93 | 11,02 | 6,78  | 2,40  | 708      |
| Calendário             | 45,31 | 25,36 | 11,06 | 8,91  | 4,65  | 6 321    |
| Carreira               | 52,83 | 25,47 | 6,60  | 6,89  | 5,09  | 1 060    |
| Castelões              | 52,59 | 26,73 | 6,92  | 7,27  | 3,59  | 1 141    |
| Cavalões               | 37,14 | 36,37 | 12,20 | 7,03  | 3,30  | 910      |
| Cruz                   | 46,36 | 28,82 | 10,73 | 5,78  | 3,64  | 1 072    |
| Delães                 | 55,48 | 18,31 | 6,79  | 8,75  | 5,29  | 2 343    |
| Esmeriz                | 38,16 | 38,92 | 10,81 | 6,02  | 2,51  | 1 313    |
| Fradelos               | 43,24 | 36,50 | 9,75  | 5,30  | 1,29  | 2 093    |
| Gavião                 | 49,50 | 26,28 | 9,38  | 8,10  | 2,81  | 2 420    |
| Gondifelos             | 38,55 | 33,28 | 15,42 | 6,56  | 2,29  | 1 310    |
| Jesufrei               | 44,26 | 22,01 | 15,79 | 8,37  | 3,59  | 418      |
| Joane                  | 45,52 | 27,96 | 9,10  | 9,72  | 3,61  | 4 681    |
| Lagoa                  | 49,75 | 30,35 | 6,75  | 5,90  | 3,54  | 593      |
| Landim                 | 50,35 | 27,98 | 7,36  | 7,42  | 2,43  | 1 726    |
| Lemenhe                | 49,37 | 26,06 | 11,25 | 6,20  | 1,49  | 871      |
| Louro                  | 42,77 | 31,13 | 12,69 | 5,69  | 2,29  | 1 529    |
| Lousado                | 48,84 | 25,90 | 8,56  | 8,60  | 3,98  | 2 336    |
| Mogege                 | 46,64 | 25,84 | 8,94  | 8,50  | 4,16  | 1 130    |
| Mouquim                | 32,40 | 43,21 | 13,01 | 5,23  | 1,51  | 861      |
| Nine                   | 47,07 | 31,42 | 7,51  | 7,17  | 2,68  | 1 757    |
| Novais                 | 57,89 | 19,04 | 5,26  | 10,22 | 4,33  | 646      |
| Oliveira Santa Maria   | 47,94 | 24,14 | 5,98  | 12,14 | 5,11  | 2 092    |
| Oliveira São Mateus    | 46,81 | 24,61 | 8,06  | 6,68  | 10,59 | 1 662    |
| Outiz                  | 38,64 | 34,80 | 10,81 | 5,49  | 4,21  | 546      |
| Pedome                 | 53,65 | 20,84 | 4,06  | 9,26  | 7,22  | 1 329    |
| Portela                | 45,34 | 32,64 | 9,33  | 5,18  | 2,33  | 386      |
| Pousada de Saramagos   | 51,61 | 23,87 | 9,15  | 7,47  | 3,95  | 1 366    |
| Requião                | 41,02 | 35,82 | 8,34  | 6,85  | 3,60  | 1 943    |
| Riba de Ave            | 44,87 | 23,84 | 11,34 | 5,49  | 10,71 | 2 240    |
| Ribeirão               | 37,03 | 38,69 | 10,70 | 6,51  | 2,51  | 4 980    |
| Ruivães                | 56,41 | 23,71 | 6,60  | 6,60  | 2,46  | 1 303    |
| Seide São Miguel       | 43,22 | 33,85 | 9,79  | 7,27  | 2,24  | 715      |
| Seide São Paio         | 44,06 | 34,10 | 9,58  | 6,51  | 1,15  | 261      |
| Sezures                | 38,52 | 27,97 | 8,97  | 7,92  | 11,87 | 379      |
| Telhado                | 44,72 | 29,81 | 12,08 | 6,23  | 3,40  | 1 060    |
| Vale São Cosme         | 38,66 | 33,37 | 12,14 | 6,57  | 3,84  | 1 795    |
| Vale São Martinho      | 45,11 | 27,37 | 12,57 | 7,80  | 2,23  | 1 257    |
| Vermoim                | 50,34 | 28,08 | 7,44  | 5,37  | 4,03  | 1 788    |
| Vila Nova de Famalicão | 37,29 | 33,52 | 13,11 | 7,51  | 3,85  | 4 621    |
| Vilarinho das Cambas   | 37,14 | 37,41 | 11,42 | 7,98  | 2,20  | 727      |
| Vila Nova de Famalicão | 44,82 | 29,60 | 9,54  | 7,65  | 3,93  | 78 043   |

#### Abade de Vermoim
| Partido                 | Partido                        | Votos | %               | +/-   |
| ----------------------- | ------------------------------ | ----- | --------------- | ----- |
|                         | Partido Socialista             | 104   | 44,26 / 100,00  | 10,00 |
|                         | Partido Social Democrata       | 77    | 32,77 / 100,00  | 6,31  |
|                         | CDS – Partido Popular          | 18    | 7,66 / 100,00   | 0,93  |
|                         | Bloco de Esquerda              | 16    | 6,81 / 100,00   | 2,77  |
|                         | Coligação Democrática Unitária | 13    | 5,53 / 100,00   | 0,75  |
|                         | Outros                         | 3     | 1,28 / 100,00   |       |
| Votos Inválidos         | Votos Inválidos                | 4     | 1,71 / 100,00   | 0,81  |
| Total                   | Total                          | 235   | 100,00 / 100,00 |       |
| Eleitorado/Participação | Eleitorado/Participação        | 341   | 68,91 / 100,00  | 2,56  |

#### Antas
| Partido                 | Partido                        | Votos | %               | +/-  |
| ----------------------- | ------------------------------ | ----- | --------------- | ---- |
|                         | Partido Socialista             | 1 247 | 40,04 / 100,00  | 3,50 |
|                         | Partido Social Democrata       | 1 012 | 32,50 / 100,00  | 1,57 |
|                         | CDS – Partido Popular          | 377   | 12,11 / 100,00  | 2,03 |
|                         | Bloco de Esquerda              | 229   | 7,35 / 100,00   | 2,53 |
|                         | Coligação Democrática Unitária | 105   | 3,37 / 100,00   | 0,59 |
|                         | Outros                         | 65    | 1,41 / 100,00   |      |
| Votos Inválidos         | Votos Inválidos                | 79    | 2,54 / 100,00   | 0,54 |
| Total                   | Total                          | 3 114 | 100,00 / 100,00 |      |
| Eleitorado/Participação | Eleitorado/Participação        | 4 654 | 66,91 / 100,00  | 4,09 |

#### Arnoso Santa Eulália
| Partido                 | Partido                        | Votos | %               | +/-  |
| ----------------------- | ------------------------------ | ----- | --------------- | ---- |
|                         | Partido Socialista             | 336   | 44,98 / 100,00  | 5,78 |
|                         | Partido Social Democrata       | 182   | 24,36 / 100,00  | 2,55 |
|                         | Coligação Democrática Unitária | 73    | 9,77 / 100,00   | 1,19 |
|                         | Bloco de Esquerda              | 64    | 8,57 / 100,00   | 4,27 |
|                         | CDS – Partido Popular          | 42    | 5,62 / 100,00   | 1,88 |
|                         | PCTP/MRPP                      | 10    | 1,34 / 100,00   | 0,65 |
|                         | Outros                         | 14    | 1,88 / 100,00   |      |
| Votos Inválidos         | Votos Inválidos                | 26    | 3,48 / 100,00   | 1,54 |
| Total                   | Total                          | 747   | 100,00 / 100,00 |      |
| Eleitorado/Participação | Eleitorado/Participação        | 1 083 | 68,98 / 100,00  | 4,52 |

#### Arnoso Santa Maria
| Partido                 | Partido                        | Votos | %               | +/-  |
| ----------------------- | ------------------------------ | ----- | --------------- | ---- |
|                         | Partido Socialista             | 472   | 42,83 / 100,00  | 2,14 |
|                         | Partido Social Democrata       | 365   | 33,12 / 100,00  | 7,81 |
|                         | CDS – Partido Popular          | 112   | 10,16 / 100,00  | 4,54 |
|                         | Bloco de Esquerda              | 67    | 6,08 / 100,00   | 3,52 |
|                         | Coligação Democrática Unitária | 25    | 2,27 / 100,00   | 0,49 |
|                         | Outros                         | 34    | 3,09 / 100,00   |      |
| Votos Inválidos         | Votos Inválidos                | 27    | 2,45 / 100,00   | 0,78 |
| Total                   | Total                          | 1 102 | 100,00 / 100,00 |      |
| Eleitorado/Participação | Eleitorado/Participação        | 1 566 | 70,37 / 100,00  | 2,84 |

#### Avidos
| Partido                 | Partido                        | Votos | %               | +/-  |
| ----------------------- | ------------------------------ | ----- | --------------- | ---- |
|                         | Partido Socialista             | 477   | 45,52 / 100,00  | 9,51 |
|                         | Partido Social Democrata       | 332   | 31,68 / 100,00  | 1,49 |
|                         | CDS – Partido Popular          | 101   | 9,64 / 100,00   | 4,61 |
|                         | Bloco de Esquerda              | 65    | 6,20 / 100,00   | 2,64 |
|                         | Coligação Democrática Unitária | 16    | 1,53 / 100,00   | 0,67 |
|                         | Partido da Nova Democracia     | 11    | 1,05 / 100,00   | 0,21 |
|                         | Outros                         | 25    | 2,38 / 100,00   |      |
| Votos Inválidos         | Votos Inválidos                | 21    | 2,00 / 100,00   | 0,22 |
| Total                   | Total                          | 1 048 | 100,00 / 100,00 |      |
| Eleitorado/Participação | Eleitorado/Participação        | 1 424 | 73,60 / 100,00  | 1,46 |

#### Bairro
| Partido                 | Partido                        | Votos | %               | +/-  |
| ----------------------- | ------------------------------ | ----- | --------------- | ---- |
|                         | Partido Socialista             | 920   | 44,64 / 100,00  | 7,07 |
|                         | Partido Social Democrata       | 645   | 31,30 / 100,00  | 0,40 |
|                         | Bloco de Esquerda              | 160   | 7,76 / 100,00   | 3,92 |
|                         | CDS – Partido Popular          | 156   | 7,57 / 100,00   | 1,15 |
|                         | Coligação Democrática Unitária | 92    | 4,46 / 100,00   | 0,19 |
|                         | Outros                         | 35    | 1,70 / 100,00   |      |
| Votos Inválidos         | Votos Inválidos                | 53    | 2,57 / 100,00   | 1,12 |
| Total                   | Total                          | 2 061 | 100,00 / 100,00 |      |
| Eleitorado/Participação | Eleitorado/Participação        | 3 308 | 62,30 / 100,00  | 4,99 |

#### Bente
| Partido                 | Partido                        | Votos | %               | +/-  |
| ----------------------- | ------------------------------ | ----- | --------------- | ---- |
|                         | Partido Socialista             | 275   | 46,61 / 100,00  | 0,34 |
|                         | Partido Social Democrata       | 214   | 36,27 / 100,00  | 1,68 |
|                         | Bloco de Esquerda              | 37    | 6,27 / 100,00   | 1,97 |
|                         | CDS – Partido Popular          | 28    | 4,75 / 100,00   | 0,81 |
|                         | Coligação Democrática Unitária | 15    | 2,54 / 100,00   | 1,40 |
|                         | PCTP/MRPP                      | 6     | 1,02 / 100,00   | 0,30 |
|                         | Outros                         | 7     | 1,19 / 100,00   |      |
| Votos Inválidos         | Votos Inválidos                | 8     | 1,36 / 100,00   | 0,08 |
| Total                   | Total                          | 590   | 100,00 / 100,00 |      |
| Eleitorado/Participação | Eleitorado/Participação        | 834   | 70,74 / 100,00  | 6,60 |

#### Brufe
| Partido                 | Partido                        | Votos | %               | +/-  |
| ----------------------- | ------------------------------ | ----- | --------------- | ---- |
|                         | Partido Socialista             | 692   | 47,49 / 100,00  | 4,95 |
|                         | Partido Social Democrata       | 428   | 29,38 / 100,00  | 3,19 |
|                         | CDS – Partido Popular          | 128   | 8,79 / 100,00   | 1,70 |
|                         | Bloco de Esquerda              | 96    | 6,59 / 100,00   | 2,68 |
|                         | Coligação Democrática Unitária | 52    | 3,57 / 100,00   | 2,44 |
|                         | Outros                         | 40    | 2,74 / 100,00   |      |
| Votos Inválidos         | Votos Inválidos                | 21    | 1,44 / 100,00   | 0,95 |
| Total                   | Total                          | 1 457 | 100,00 / 100,00 |      |
| Eleitorado/Participação | Eleitorado/Participação        | 2 082 | 69,98 / 100,00  | 0,67 |

#### Cabeçudos
| Partido                 | Partido                        | Votos | %               | +/-  |
| ----------------------- | ------------------------------ | ----- | --------------- | ---- |
|                         | Partido Socialista             | 312   | 44,07 / 100,00  | 7,21 |
|                         | Partido Social Democrata       | 219   | 30,93 / 100,00  | 0,24 |
|                         | CDS – Partido Popular          | 78    | 11,02 / 100,00  | 3,75 |
|                         | Bloco de Esquerda              | 48    | 6,78 / 100,00   | 2,74 |
|                         | Coligação Democrática Unitária | 17    | 2,40 / 100,00   | 0,38 |
|                         | Outros                         | 17    | 2,40 / 100,00   |      |
| Votos Inválidos         | Votos Inválidos                | 17    | 2,40 / 100,00   | 0,38 |
| Total                   | Total                          | 708   | 100,00 / 100,00 |      |
| Eleitorado/Participação | Eleitorado/Participação        | 1 046 | 67,69 / 100,00  | 4,38 |

#### Calendário
| Partido                 | Partido                        | Votos | %               | +/-  |
| ----------------------- | ------------------------------ | ----- | --------------- | ---- |
|                         | Partido Socialista             | 2 864 | 45,31 / 100,00  | 5,10 |
|                         | Partido Social Democrata       | 1 603 | 25,36 / 100,00  | 3,06 |
|                         | CDS – Partido Popular          | 699   | 11,06 / 100,00  | 4,23 |
|                         | Bloco de Esquerda              | 563   | 8,91 / 100,00   | 3,95 |
|                         | Coligação Democrática Unitária | 294   | 4,65 / 100,00   | 0,21 |
|                         | Outros                         | 145   | 2,14 / 100,00   |      |
| Votos Inválidos         | Votos Inválidos                | 153   | 2,42 / 100,00   | 0,02 |
| Total                   | Total                          | 6 321 | 100,00 / 100,00 |      |
| Eleitorado/Participação | Eleitorado/Participação        | 9 631 | 65,63 / 100,00  | 4,07 |

#### Carreira
| Partido                 | Partido                        | Votos | %               | +/-  |
| ----------------------- | ------------------------------ | ----- | --------------- | ---- |
|                         | Partido Socialista             | 560   | 52,83 / 100,00  | 5,20 |
|                         | Partido Social Democrata       | 270   | 25,47 / 100,00  | 0,72 |
|                         | Bloco de Esquerda              | 73    | 6,89 / 100,00   | 3,42 |
|                         | CDS – Partido Popular          | 70    | 6,60 / 100,00   | 2,40 |
|                         | Coligação Democrática Unitária | 54    | 5,09 / 100,00   | 0,29 |
|                         | Outros                         | 16    | 1,51 / 100,00   |      |
| Votos Inválidos         | Votos Inválidos                | 17    | 1,60 / 100,00   | 0,41 |
| Total                   | Total                          | 1 060 | 100,00 / 100,00 |      |
| Eleitorado/Participação | Eleitorado/Participação        | 1 676 | 63,25 / 100,00  | 3,09 |

#### Castelões
| Partido                 | Partido                        | Votos | %               | +/-  |
| ----------------------- | ------------------------------ | ----- | --------------- | ---- |
|                         | Partido Socialista             | 600   | 52,59 / 100,00  | 0,90 |
|                         | Partido Social Democrata       | 305   | 26,73 / 100,00  | 3,90 |
|                         | Bloco de Esquerda              | 83    | 7,27 / 100,00   | 2,73 |
|                         | CDS – Partido Popular          | 79    | 6,92 / 100,00   | 2,57 |
|                         | Coligação Democrática Unitária | 41    | 3,59 / 100,00   | 0,85 |
|                         | Outros                         | 17    | 1,49 / 100,00   |      |
| Votos Inválidos         | Votos Inválidos                | 16    | 1,40 / 100,00   | 0,14 |
| Total                   | Total                          | 1 141 | 100,00 / 100,00 |      |
| Eleitorado/Participação | Eleitorado/Participação        | 1 673 | 68,20 / 100,00  | 2,26 |

#### Cavalões
| Partido                 | Partido                        | Votos | %               | +/-  |
| ----------------------- | ------------------------------ | ----- | --------------- | ---- |
|                         | Partido Socialista             | 338   | 37,14 / 100,00  | 8,19 |
|                         | Partido Social Democrata       | 331   | 36,37 / 100,00  | 3,61 |
|                         | CDS – Partido Popular          | 111   | 12,20 / 100,00  | 4,91 |
|                         | Bloco de Esquerda              | 64    | 7,03 / 100,00   | 5,21 |
|                         | Coligação Democrática Unitária | 30    | 3,30 / 100,00   | 0,79 |
|                         | Outros                         | 18    | 1,98 / 100,00   |      |
| Votos Inválidos         | Votos Inválidos                | 18    | 1,98 / 100,00   | 0,95 |
| Total                   | Total                          | 910   | 100,00 / 100,00 |      |
| Eleitorado/Participação | Eleitorado/Participação        | 1 290 | 70,54 / 100,00  | 5,08 |

#### Cruz
| Partido                 | Partido                        | Votos | %               | +/-  |
| ----------------------- | ------------------------------ | ----- | --------------- | ---- |
|                         | Partido Socialista             | 497   | 46,36 / 100,00  | 1,32 |
|                         | Partido Social Democrata       | 309   | 28,82 / 100,00  | 2,75 |
|                         | CDS – Partido Popular          | 115   | 10,73 / 100,00  | 1,88 |
|                         | Bloco de Esquerda              | 62    | 5,78 / 100,00   | 1,16 |
|                         | Coligação Democrática Unitária | 39    | 3,64 / 100,00   | 1,85 |
|                         | Outros                         | 27    | 2,51 / 100,00   |      |
| Votos Inválidos         | Votos Inválidos                | 23    | 2,14 / 100,00   | 1,08 |
| Total                   | Total                          | 1 072 | 100,00 / 100,00 |      |
| Eleitorado/Participação | Eleitorado/Participação        | 1 464 | 73,22 / 100,00  | 2,29 |

#### Delães
| Partido                 | Partido                        | Votos | %               | +/-  |
| ----------------------- | ------------------------------ | ----- | --------------- | ---- |
|                         | Partido Socialista             | 1 300 | 55,48 / 100,00  | 4,17 |
|                         | Partido Social Democrata       | 429   | 18,31 / 100,00  | 2,99 |
|                         | Bloco de Esquerda              | 205   | 8,75 / 100,00   | 3,40 |
|                         | CDS – Partido Popular          | 159   | 6,79 / 100,00   | 2,43 |
|                         | Coligação Democrática Unitária | 124   | 5,29 / 100,00   | 0,27 |
|                         | PCTP/MRPP                      | 26    | 1,11 / 100,00   | 0,28 |
|                         | Outros                         | 38    | 1,49 / 100,00   |      |
| Votos Inválidos         | Votos Inválidos                | 62    | 2,64 / 100,00   | 0,64 |
| Total                   | Total                          | 2 343 | 100,00 / 100,00 |      |
| Eleitorado/Participação | Eleitorado/Participação        | 3 666 | 63,91 / 100,00  | 7,21 |

#### Esmeriz
| Partido                 | Partido                        | Votos | %               | +/-  |
| ----------------------- | ------------------------------ | ----- | --------------- | ---- |
|                         | Partido Social Democrata       | 511   | 38,92 / 100,00  | 7,70 |
|                         | Partido Socialista             | 501   | 38,16 / 100,00  | 0,99 |
|                         | CDS – Partido Popular          | 142   | 10,81 / 100,00  | 3,26 |
|                         | Bloco de Esquerda              | 79    | 6,02 / 100,00   | 2,68 |
|                         | Coligação Democrática Unitária | 33    | 2,51 / 100,00   | 1,08 |
|                         | Outros                         | 21    | 1,60 / 100,00   |      |
| Votos Inválidos         | Votos Inválidos                | 26    | 1,98 / 100,00   | 0,01 |
| Total                   | Total                          | 1 313 | 100,00 / 100,00 |      |
| Eleitorado/Participação | Eleitorado/Participação        | 1 881 | 69,80 / 100,00  | 3,27 |

#### Fradelos
| Partido                 | Partido                        | Votos | %               | +/-  |
| ----------------------- | ------------------------------ | ----- | --------------- | ---- |
|                         | Partido Socialista             | 905   | 43,24 / 100,00  | 3,72 |
|                         | Partido Social Democrata       | 764   | 36,50 / 100,00  | 0,81 |
|                         | CDS – Partido Popular          | 204   | 9,75 / 100,00   | 2,01 |
|                         | Bloco de Esquerda              | 111   | 5,30 / 100,00   | 2,41 |
|                         | Coligação Democrática Unitária | 27    | 1,29 / 100,00   | 0,26 |
|                         | Outros                         | 34    | 1,63 / 100,00   |      |
| Votos Inválidos         | Votos Inválidos                | 48    | 2,30 / 100,00   | 0,13 |
| Total                   | Total                          | 2 093 | 100,00 / 100,00 |      |
| Eleitorado/Participação | Eleitorado/Participação        | 3 088 | 67,78 / 100,00  | 4,43 |

#### Gavião
| Partido                 | Partido                        | Votos | %               | +/-  |
| ----------------------- | ------------------------------ | ----- | --------------- | ---- |
|                         | Partido Socialista             | 1 198 | 49,50 / 100,00  | 0,78 |
|                         | Partido Social Democrata       | 636   | 26,28 / 100,00  | 3,20 |
|                         | CDS – Partido Popular          | 227   | 9,38 / 100,00   | 2,40 |
|                         | Bloco de Esquerda              | 196   | 8,10 / 100,00   | 3,50 |
|                         | Coligação Democrática Unitária | 68    | 2,81 / 100,00   | 0,29 |
|                         | Outros                         | 43    | 1,78 / 100,00   |      |
| Votos Inválidos         | Votos Inválidos                | 52    | 2,15 / 100,00   | 0,19 |
| Total                   | Total                          | 2 420 | 100,00 / 100,00 |      |
| Eleitorado/Participação | Eleitorado/Participação        | 3 506 | 69,02 / 100,00  | 3,39 |

#### Gondifelos
| Partido                 | Partido                        | Votos | %               | +/-  |
| ----------------------- | ------------------------------ | ----- | --------------- | ---- |
|                         | Partido Socialista             | 505   | 38,55 / 100,00  | 1,26 |
|                         | Partido Social Democrata       | 436   | 33,28 / 100,00  | 2,19 |
|                         | CDS – Partido Popular          | 202   | 15,42 / 100,00  | 0,87 |
|                         | Bloco de Esquerda              | 86    | 6,56 / 100,00   | 3,43 |
|                         | Coligação Democrática Unitária | 30    | 2,29 / 100,00   | 0,52 |
|                         | Outros                         | 22    | 1,68 / 100,00   |      |
| Votos Inválidos         | Votos Inválidos                | 29    | 2,21 / 100,00   | 1,25 |
| Total                   | Total                          | 1 310 | 100,00 / 100,00 |      |
| Eleitorado/Participação | Eleitorado/Participação        | 2 035 | 64,37 / 100,00  | 7,36 |

#### Jesufrei
| Partido                 | Partido                        | Votos | %               | +/-  |
| ----------------------- | ------------------------------ | ----- | --------------- | ---- |
|                         | Partido Socialista             | 185   | 44,26 / 100,00  | 1,37 |
|                         | Partido Social Democrata       | 92    | 22,01 / 100,00  | 7,83 |
|                         | CDS – Partido Popular          | 66    | 15,79 / 100,00  | 3,44 |
|                         | Bloco de Esquerda              | 35    | 8,37 / 100,00   | 4,64 |
|                         | Coligação Democrática Unitária | 15    | 3,59 / 100,00   | 0,33 |
|                         | Partido da Nova Democracia     | 8     | 1,91 / 100,00   | 0,42 |
|                         | Outros                         | 11    | 2,63 / 100,00   |      |
| Votos Inválidos         | Votos Inválidos                | 6     | 1,44 / 100,00   | 2,05 |
| Total                   | Total                          | 418   | 100,00 / 100,00 |      |
| Eleitorado/Participação | Eleitorado/Participação        | 592   | 70,61 / 100,00  | 5,32 |

#### Joane
| Partido                 | Partido                        | Votos | %               | +/-  |
| ----------------------- | ------------------------------ | ----- | --------------- | ---- |
|                         | Partido Socialista             | 2 131 | 45,52 / 100,00  | 1,60 |
|                         | Partido Social Democrata       | 1 309 | 27,96 / 100,00  | 4,47 |
|                         | Bloco de Esquerda              | 455   | 9,72 / 100,00   | 3,76 |
|                         | CDS – Partido Popular          | 426   | 9,10 / 100,00   | 1,52 |
|                         | Coligação Democrática Unitária | 169   | 3,61 / 100,00   | 0,20 |
|                         | Outros                         | 121   | 2,59 / 100,00   |      |
| Votos Inválidos         | Votos Inválidos                | 70    | 1,49 / 100,00   | 0,22 |
| Total                   | Total                          | 4 681 | 100,00 / 100,00 |      |
| Eleitorado/Participação | Eleitorado/Participação        | 6 596 | 70,97 / 100,00  | 5,05 |

#### Lagoa
| Partido                 | Partido                        | Votos | %               | +/-  |
| ----------------------- | ------------------------------ | ----- | --------------- | ---- |
|                         | Partido Socialista             | 295   | 49,75 / 100,00  | 2,59 |
|                         | Partido Social Democrata       | 180   | 30,35 / 100,00  | 0,08 |
|                         | CDS – Partido Popular          | 40    | 6,75 / 100,00   | 1,40 |
|                         | Bloco de Esquerda              | 35    | 5,90 / 100,00   | 2,56 |
|                         | Coligação Democrática Unitária | 21    | 3,54 / 100,00   | 1,98 |
|                         | Partido da Nova Democracia     | 6     | 1,01 / 100,00   | 0,17 |
|                         | Outros                         | 8     | 1,35 / 100,00   |      |
| Votos Inválidos         | Votos Inválidos                | 8     | 1,35 / 100,00   | 0,18 |
| Total                   | Total                          | 593   | 100,00 / 100,00 |      |
| Eleitorado/Participação | Eleitorado/Participação        | 775   | 76,52 / 100,00  | 1,14 |

#### Landim
| Partido                 | Partido                        | Votos | %               | +/-  |
| ----------------------- | ------------------------------ | ----- | --------------- | ---- |
|                         | Partido Socialista             | 869   | 50,35 / 100,00  | 3,00 |
|                         | Partido Social Democrata       | 483   | 27,98 / 100,00  | 1,45 |
|                         | Bloco de Esquerda              | 128   | 7,42 / 100,00   | 3,61 |
|                         | CDS – Partido Popular          | 127   | 7,36 / 100,00   | 0,01 |
|                         | Coligação Democrática Unitária | 42    | 2,43 / 100,00   | 0,47 |
|                         | Outros                         | 33    | 1,91 / 100,00   |      |
| Votos Inválidos         | Votos Inválidos                | 44    | 2,55 / 100,00   | 0,55 |
| Total                   | Total                          | 1 726 | 100,00 / 100,00 |      |
| Eleitorado/Participação | Eleitorado/Participação        | 2 704 | 63,83 / 100,00  | 2,69 |

#### Lemenhe
| Partido                 | Partido                        | Votos | %               | +/-  |
| ----------------------- | ------------------------------ | ----- | --------------- | ---- |
|                         | Partido Socialista             | 430   | 49,37 / 100,00  | 0,19 |
|                         | Partido Social Democrata       | 227   | 26,06 / 100,00  | 6,98 |
|                         | CDS – Partido Popular          | 98    | 11,25 / 100,00  | 3,65 |
|                         | Bloco de Esquerda              | 54    | 6,20 / 100,00   | 2,79 |
|                         | Coligação Democrática Unitária | 13    | 1,49 / 100,00   | 0,71 |
|                         | Outros                         | 27    | 3,10 / 100,00   |      |
| Votos Inválidos         | Votos Inválidos                | 22    | 2,52 / 100,00   | 0,32 |
| Total                   | Total                          | 871   | 100,00 / 100,00 |      |
| Eleitorado/Participação | Eleitorado/Participação        | 1 187 | 73,38 / 100,00  | 2,10 |

#### Louro
| Partido                 | Partido                        | Votos | %               | +/-  |
| ----------------------- | ------------------------------ | ----- | --------------- | ---- |
|                         | Partido Socialista             | 654   | 42,77 / 100,00  | 0,25 |
|                         | Partido Social Democrata       | 476   | 31,13 / 100,00  | 5,89 |
|                         | CDS – Partido Popular          | 194   | 12,69 / 100,00  | 2,16 |
|                         | Bloco de Esquerda              | 87    | 5,69 / 100,00   | 1,49 |
|                         | Coligação Democrática Unitária | 35    | 2,29 / 100,00   | 0,29 |
|                         | Outros                         | 35    | 2,23 / 100,00   |      |
| Votos Inválidos         | Votos Inválidos                | 48    | 3,14 / 100,00   | 1,59 |
| Total                   | Total                          | 1 529 | 100,00 / 100,00 |      |
| Eleitorado/Participação | Eleitorado/Participação        | 2 099 | 72,84 / 100,00  | 3,04 |

#### Lousado
| Partido                 | Partido                        | Votos | %               | +/-  |
| ----------------------- | ------------------------------ | ----- | --------------- | ---- |
|                         | Partido Socialista             | 1 141 | 48,84 / 100,00  | 9,81 |
|                         | Partido Social Democrata       | 605   | 25,90 / 100,00  | 3,67 |
|                         | Bloco de Esquerda              | 201   | 8,60 / 100,00   | 3,63 |
|                         | CDS – Partido Popular          | 200   | 8,56 / 100,00   | 2,78 |
|                         | Coligação Democrática Unitária | 93    | 3,98 / 100,00   | 0,72 |
|                         | Outros                         | 51    | 2,17 / 100,00   |      |
| Votos Inválidos         | Votos Inválidos                | 45    | 1,92 / 100,00   | 0,06 |
| Total                   | Total                          | 2 336 | 100,00 / 100,00 |      |
| Eleitorado/Participação | Eleitorado/Participação        | 3 321 | 70,34 / 100,00  | 4,37 |

#### Mogege
| Partido                 | Partido                        | Votos | %               | +/-  |
| ----------------------- | ------------------------------ | ----- | --------------- | ---- |
|                         | Partido Socialista             | 527   | 46,64 / 100,00  | 2,45 |
|                         | Partido Social Democrata       | 292   | 25,84 / 100,00  | 6,52 |
|                         | CDS – Partido Popular          | 101   | 8,94 / 100,00   | 4,10 |
|                         | Bloco de Esquerda              | 96    | 8,50 / 100,00   | 3,20 |
|                         | Coligação Democrática Unitária | 47    | 4,16 / 100,00   | 0,04 |
|                         | PCTP/MRPP                      | 13    | 1,15 / 100,00   | 0,68 |
|                         | Outros                         | 23    | 2,03 / 100,00   |      |
| Votos Inválidos         | Votos Inválidos                | 31    | 2,74 / 100,00   | 1,64 |
| Total                   | Total                          | 1 130 | 100,00 / 100,00 |      |
| Eleitorado/Participação | Eleitorado/Participação        | 1 676 | 67,42 / 100,00  | 3,48 |

#### Mouqim
| Partido                 | Partido                        | Votos | %               | +/-  |
| ----------------------- | ------------------------------ | ----- | --------------- | ---- |
|                         | Partido Social Democrata       | 372   | 43,21 / 100,00  | 7,19 |
|                         | Partido Socialista             | 279   | 32,40 / 100,00  | 2,49 |
|                         | CDS – Partido Popular          | 112   | 13,01 / 100,00  | 7,19 |
|                         | Bloco de Esquerda              | 45    | 5,23 / 100,00   | 1,92 |
|                         | Coligação Democrática Unitária | 13    | 1,51 / 100,00   | 0,43 |
|                         | Outros                         | 21    | 2,44 / 100,00   |      |
| Votos Inválidos         | Votos Inválidos                | 19    | 2,21 / 100,00   | 0,16 |
| Total                   | Total                          | 861   | 100,00 / 100,00 |      |
| Eleitorado/Participação | Eleitorado/Participação        | 1 131 | 76,13 / 100,00  | 0,73 |

#### Nine
| Partido                 | Partido                        | Votos | %               | +/-  |
| ----------------------- | ------------------------------ | ----- | --------------- | ---- |
|                         | Partido Socialista             | 827   | 47,07 / 100,00  | 4,87 |
|                         | Partido Social Democrata       | 552   | 31,42 / 100,00  | 1,28 |
|                         | CDS – Partido Popular          | 132   | 7,51 / 100,00   | 1,71 |
|                         | Bloco de Esquerda              | 126   | 7,17 / 100,00   | 2,91 |
|                         | Coligação Democrática Unitária | 47    | 2,68 / 100,00   | 0,71 |
|                         | Outros                         | 38    | 2,16 / 100,00   |      |
| Votos Inválidos         | Votos Inválidos                | 35    | 1,99 / 100,00   | 0,26 |
| Total                   | Total                          | 1 757 | 100,00 / 100,00 |      |
| Eleitorado/Participação | Eleitorado/Participação        | 2 467 | 71,22 / 100,00  | 3,21 |

#### Novais
| Partido                 | Partido                        | Votos | %               | +/-  |
| ----------------------- | ------------------------------ | ----- | --------------- | ---- |
|                         | Partido Socialista             | 374   | 57,89 / 100,00  | 9,02 |
|                         | Partido Social Democrata       | 123   | 19,04 / 100,00  | 0,28 |
|                         | Bloco de Esquerda              | 66    | 10,22 / 100,00  | 5,21 |
|                         | CDS – Partido Popular          | 34    | 5,26 / 100,00   | 2,93 |
|                         | Coligação Democrática Unitária | 28    | 4,33 / 100,00   | 0,39 |
|                         | Outros                         | 14    | 2,16 / 100,00   |      |
| Votos Inválidos         | Votos Inválidos                | 7     | 1,08 / 100,00   | 0,54 |
| Total                   | Total                          | 646   | 100,00 / 100,00 |      |
| Eleitorado/Participação | Eleitorado/Participação        | 914   | 70,68 / 100,00  | 1,64 |

#### Oliveira Santa Maria
| Partido                 | Partido                        | Votos | %               | +/-  |
| ----------------------- | ------------------------------ | ----- | --------------- | ---- |
|                         | Partido Socialista             | 1 003 | 47,94 / 100,00  | 2,28 |
|                         | Partido Social Democrata       | 505   | 24,14 / 100,00  | 4,89 |
|                         | Bloco de Esquerda              | 254   | 12,14 / 100,00  | 5,76 |
|                         | CDS – Partido Popular          | 125   | 5,98 / 100,00   | 2,06 |
|                         | Coligação Democrática Unitária | 107   | 5,11 / 100,00   | 0,97 |
|                         | Outros                         | 61    | 2,91 / 100,00   |      |
| Votos Inválidos         | Votos Inválidos                | 37    | 1,77 / 100,00   | 0,05 |
| Total                   | Total                          | 2 092 | 100,00 / 100,00 |      |
| Eleitorado/Participação | Eleitorado/Participação        | 3 198 | 65,42 / 100,00  | 5,48 |

#### Oliveira São Mateus
| Partido                 | Partido                        | Votos | %               | +/-  |
| ----------------------- | ------------------------------ | ----- | --------------- | ---- |
|                         | Partido Socialista             | 778   | 46,81 / 100,00  | 3,22 |
|                         | Partido Social Democrata       | 409   | 24,61 / 100,00  | 2,88 |
|                         | Coligação Democrática Unitária | 176   | 10,59 / 100,00  | 0,98 |
|                         | Bloco de Esquerda              | 134   | 8,06 / 100,00   | 3,05 |
|                         | CDS – Partido Popular          | 111   | 6,68 / 100,00   | 1,79 |
|                         | PCTP/MRPP                      | 18    | 1,08 / 100,00   | 0,32 |
|                         | Outros                         | 13    | 0,78 / 100,00   |      |
| Votos Inválidos         | Votos Inválidos                | 23    | 1,38 / 100,00   | 0,09 |
| Total                   | Total                          | 1 662 | 100,00 / 100,00 |      |
| Eleitorado/Participação | Eleitorado/Participação        | 2 473 | 67,21 / 100,00  | 3,19 |

#### Outiz
| Partido                 | Partido                        | Votos | %               | +/-  |
| ----------------------- | ------------------------------ | ----- | --------------- | ---- |
|                         | Partido Socialista             | 211   | 38,64 / 100,00  | 4,19 |
|                         | Partido Social Democrata       | 190   | 34,80 / 100,00  | 2,88 |
|                         | CDS – Partido Popular          | 59    | 10,81 / 100,00  | 2,35 |
|                         | Bloco de Esquerda              | 30    | 5,49 / 100,00   | 2,55 |
|                         | Coligação Democrática Unitária | 23    | 4,21 / 100,00   | 0,53 |
|                         | Outros                         | 17    | 3,14 / 100,00   |      |
| Votos Inválidos         | Votos Inválidos                | 16    | 2,94 / 100,00   | 1,29 |
| Total                   | Total                          | 546   | 100,00 / 100,00 |      |
| Eleitorado/Participação | Eleitorado/Participação        | 749   | 72,90 / 100,00  | 3,50 |

#### Pedome
| Partido                 | Partido                        | Votos | %               | +/-  |
| ----------------------- | ------------------------------ | ----- | --------------- | ---- |
|                         | Partido Socialista             | 713   | 53,65 / 100,00  | 1,91 |
|                         | Partido Social Democrata       | 277   | 20,84 / 100,00  | 0,79 |
|                         | Bloco de Esquerda              | 123   | 9,26 / 100,00   | 3,37 |
|                         | Coligação Democrática Unitária | 96    | 7,22 / 100,00   | 1,54 |
|                         | CDS – Partido Popular          | 54    | 4,06 / 100,00   | 0,09 |
|                         | Outros                         | 33    | 2,48 / 100,00   |      |
| Votos Inválidos         | Votos Inválidos                | 33    | 2,48 / 100,00   | 0,71 |
| Total                   | Total                          | 1 329 | 100,00 / 100,00 |      |
| Eleitorado/Participação | Eleitorado/Participação        | 2 121 | 62,66 / 100,00  | 4,65 |

#### Portela
| Partido                 | Partido                        | Votos | %               | +/-  |
| ----------------------- | ------------------------------ | ----- | --------------- | ---- |
|                         | Partido Socialista             | 175   | 45,34 / 100,00  | 3,49 |
|                         | Partido Social Democrata       | 126   | 32,64 / 100,00  | 7,02 |
|                         | CDS – Partido Popular          | 36    | 9,33 / 100,00   | 0,08 |
|                         | Bloco de Esquerda              | 20    | 5,18 / 100,00   | 1,04 |
|                         | Coligação Democrática Unitária | 9     | 2,33 / 100,00   | 0,38 |
|                         | Outros                         | 9     | 2,33 / 100,00   |      |
| Votos Inválidos         | Votos Inválidos                | 11    | 2,85 / 100,00   | 1,15 |
| Total                   | Total                          | 386   | 100,00 / 100,00 |      |
| Eleitorado/Participação | Eleitorado/Participação        | 575   | 67,13 / 100,00  | 8,01 |

#### Pousada de Saramagos
| Partido                 | Partido                        | Votos | %               | +/-  |
| ----------------------- | ------------------------------ | ----- | --------------- | ---- |
|                         | Partido Socialista             | 705   | 51,61 / 100,00  | 3,18 |
|                         | Partido Social Democrata       | 326   | 23,87 / 100,00  | 0,98 |
|                         | CDS – Partido Popular          | 125   | 9,15 / 100,00   | 1,59 |
|                         | Bloco de Esquerda              | 102   | 7,47 / 100,00   | 2,31 |
|                         | Coligação Democrática Unitária | 54    | 3,95 / 100,00   | 0,54 |
|                         | Outros                         | 23    | 1,69 / 100,00   |      |
| Votos Inválidos         | Votos Inválidos                | 31    | 2,27 / 100,00   | 1,15 |
| Total                   | Total                          | 1 366 | 100,00 / 100,00 |      |
| Eleitorado/Participação | Eleitorado/Participação        | 1 996 | 68,44 / 100,00  | 2,89 |

#### Requião
| Partido                 | Partido                        | Votos | %               | +/-  |
| ----------------------- | ------------------------------ | ----- | --------------- | ---- |
|                         | Partido Socialista             | 797   | 41,02 / 100,00  | 2,46 |
|                         | Partido Social Democrata       | 696   | 35,82 / 100,00  | 3,65 |
|                         | CDS – Partido Popular          | 162   | 8,34 / 100,00   | 1,76 |
|                         | Bloco de Esquerda              | 133   | 6,85 / 100,00   | 2,90 |
|                         | Coligação Democrática Unitária | 70    | 3,60 / 100,00   | 0,91 |
|                         | Outros                         | 43    | 2,21 / 100,00   |      |
| Votos Inválidos         | Votos Inválidos                | 42    | 2,16 / 100,00   | 0,05 |
| Total                   | Total                          | 1 943 | 100,00 / 100,00 |      |
| Eleitorado/Participação | Eleitorado/Participação        | 2 803 | 69,32 / 100,00  | 0,77 |

#### Riba de Ave
| Partido                 | Partido                        | Votos | %               | +/-  |
| ----------------------- | ------------------------------ | ----- | --------------- | ---- |
|                         | Partido Socialista             | 1 005 | 44,87 / 100,00  | 3,52 |
|                         | Partido Social Democrata       | 534   | 23,84 / 100,00  | 0,74 |
|                         | Bloco de Esquerda              | 254   | 11,34 / 100,00  | 3,43 |
|                         | Coligação Democrática Unitária | 240   | 10,71 / 100,00  | 1,26 |
|                         | CDS – Partido Popular          | 123   | 5,49 / 100,00   | 1,83 |
|                         | PCTP/MRPP                      | 24    | 1,07 / 100,00   | 0,18 |
|                         | Outros                         | 20    | 0,89 / 100,00   |      |
| Votos Inválidos         | Votos Inválidos                | 40    | 1,79 / 100,00   | 0,27 |
| Total                   | Total                          | 2 240 | 100,00 / 100,00 |      |
| Eleitorado/Participação | Eleitorado/Participação        | 3 290 | 68,09 / 100,00  | 1,61 |

#### Ribeirão
| Partido                 | Partido                        | Votos | %               | +/-     |
| ----------------------- | ------------------------------ | ----- | --------------- | ------- |
|                         | Partido Social Democrata       | 1 927 | 38,69 / 100,00  | 2,06    |
|                         | Partido Socialista             | 1 844 | 37,03 / 100,00  | 3,83    |
|                         | CDS – Partido Popular          | 533   | 10,70 / 100,00  | 2,73    |
|                         | Bloco de Esquerda              | 324   | 6,51 / 100,00   | 3,34    |
|                         | Coligação Democrática Unitária | 125   | 2,51 / 100,00   | 0,24    |
|                         | Outros                         | 104   | 2,08 / 100,00   |         |
| Votos Inválidos         | Votos Inválidos                | 123   | 2,47 / 100,00   | Estável |
| Total                   | Total                          | 4 980 | 100,00 / 100,00 |         |
| Eleitorado/Participação | Eleitorado/Participação        | 7 124 | 69,90 / 100,00  | 2,41    |

#### Ruivães
| Partido                 | Partido                        | Votos | %               | +/-  |
| ----------------------- | ------------------------------ | ----- | --------------- | ---- |
|                         | Partido Socialista             | 735   | 56,41 / 100,00  | 3,89 |
|                         | Partido Social Democrata       | 309   | 23,71 / 100,00  | 1,03 |
|                         | CDS – Partido Popular          | 86    | 6,60 / 100,00   | 1,50 |
|                         | Bloco de Esquerda              | 86    | 6,60 / 100,00   | 1,29 |
|                         | Coligação Democrática Unitária | 32    | 2,46 / 100,00   | 0,63 |
|                         | Outros                         | 33    | 2,52 / 100,00   |      |
| Votos Inválidos         | Votos Inválidos                | 22    | 1,68 / 100,00   | 0,26 |
| Total                   | Total                          | 1 303 | 100,00 / 100,00 |      |
| Eleitorado/Participação | Eleitorado/Participação        | 1 955 | 66,65 / 100,00  | 3,63 |

#### Seide São Miguel
| Partido                 | Partido                        | Votos | %               | +/-  |
| ----------------------- | ------------------------------ | ----- | --------------- | ---- |
|                         | Partido Socialista             | 309   | 43,22 / 100,00  | 1,94 |
|                         | Partido Social Democrata       | 242   | 33,85 / 100,00  | 7,01 |
|                         | CDS – Partido Popular          | 70    | 9,79 / 100,00   | 3,93 |
|                         | Bloco de Esquerda              | 52    | 7,27 / 100,00   | 2,67 |
|                         | Coligação Democrática Unitária | 16    | 2,24 / 100,00   | 0,69 |
|                         | Outros                         | 12    | 1,68 / 100,00   |      |
| Votos Inválidos         | Votos Inválidos                | 14    | 1,96 / 100,00   | 0,28 |
| Total                   | Total                          | 715   | 100,00 / 100,00 |      |
| Eleitorado/Participação | Eleitorado/Participação        | 1 053 | 67,90 / 100,00  | 5,64 |

#### Seide São Paio
| Partido                 | Partido                        | Votos | %               | +/-  |
| ----------------------- | ------------------------------ | ----- | --------------- | ---- |
|                         | Partido Socialista             | 115   | 44,06 / 100,00  | 7,94 |
|                         | Partido Social Democrata       | 89    | 34,10 / 100,00  | 2,46 |
|                         | CDS – Partido Popular          | 25    | 9,58 / 100,00   | 1,22 |
|                         | Bloco de Esquerda              | 17    | 6,51 / 100,00   | 3,24 |
|                         | Coligação Democrática Unitária | 3     | 1,15 / 100,00   | 0,30 |
|                         | PCTP/MRPP                      | 3     | 1,15 / 100,00   | 0,79 |
|                         | Outros                         | 6     | 2,30 / 100,00   |      |
| Votos Inválidos         | Votos Inválidos                | 3     | 1,15 / 100,00   | 1,03 |
| Total                   | Total                          | 261   | 100,00 / 100,00 |      |
| Eleitorado/Participação | Eleitorado/Participação        | 382   | 68,32 / 100,00  | 1,25 |

#### Sezures
| Partido                 | Partido                        | Votos | %               | +/-  |
| ----------------------- | ------------------------------ | ----- | --------------- | ---- |
|                         | Partido Socialista             | 146   | 38,52 / 100,00  | 7,20 |
|                         | Partido Social Democrata       | 106   | 27,97 / 100,00  | 9,46 |
|                         | Coligação Democrática Unitária | 45    | 11,87 / 100,00  | 9,20 |
|                         | CDS – Partido Popular          | 34    | 8,97 / 100,00   | 0,68 |
|                         | Bloco de Esquerda              | 30    | 7,92 / 100,00   | 6,05 |
|                         | Movimento Mérito e Sociedade   | 5     | 1,32 / 100,00   | Novo |
|                         | Outros                         | 5     | 1,32 / 100,00   |      |
| Votos Inválidos         | Votos Inválidos                | 8     | 2,11 / 100,00   | 1,58 |
| Total                   | Total                          | 379   | 100,00 / 100,00 |      |
| Eleitorado/Participação | Eleitorado/Participação        | 529   | 71,64 / 100,00  | 0,15 |

#### Telhado
| Partido                 | Partido                        | Votos | %               | +/-  |
| ----------------------- | ------------------------------ | ----- | --------------- | ---- |
|                         | Partido Socialista             | 474   | 44,72 / 100,00  | 1,99 |
|                         | Partido Social Democrata       | 316   | 29,81 / 100,00  | 5,90 |
|                         | CDS – Partido Popular          | 128   | 12,08 / 100,00  | 2,55 |
|                         | Bloco de Esquerda              | 66    | 6,23 / 100,00   | 3,15 |
|                         | Coligação Democrática Unitária | 36    | 3,40 / 100,00   | 0,35 |
|                         | PCTP/MRPP                      | 11    | 1,04 / 100,00   | 0,17 |
|                         | Outros                         | 7     | 0,66 / 100,00   |      |
| Votos Inválidos         | Votos Inválidos                | 22    | 2,07 / 100,00   | 0,72 |
| Total                   | Total                          | 1 060 | 100,00 / 100,00 |      |
| Eleitorado/Participação | Eleitorado/Participação        | 1 539 | 68,88 / 100,00  | 4,29 |

#### Vale São Cosme
| Partido                 | Partido                        | Votos | %               | +/-  |
| ----------------------- | ------------------------------ | ----- | --------------- | ---- |
|                         | Partido Socialista             | 694   | 38,66 / 100,00  | 0,13 |
|                         | Partido Social Democrata       | 599   | 33,37 / 100,00  | 6,30 |
|                         | CDS – Partido Popular          | 218   | 12,14 / 100,00  | 2,13 |
|                         | Bloco de Esquerda              | 118   | 6,57 / 100,00   | 3,33 |
|                         | Coligação Democrática Unitária | 69    | 3,84 / 100,00   | 0,13 |
|                         | Outros                         | 43    | 2,40 / 100,00   |      |
| Votos Inválidos         | Votos Inválidos                | 54    | 3,01 / 100,00   | 0,66 |
| Total                   | Total                          | 1 795 | 100,00 / 100,00 |      |
| Eleitorado/Participação | Eleitorado/Participação        | 2 659 | 67,51 / 100,00  | 5,10 |

#### Vale São Martinho
| Partido                 | Partido                        | Votos | %               | +/-  |
| ----------------------- | ------------------------------ | ----- | --------------- | ---- |
|                         | Partido Socialista             | 567   | 45,11 / 100,00  | 0,71 |
|                         | Partido Social Democrata       | 344   | 27,37 / 100,00  | 5,07 |
|                         | CDS – Partido Popular          | 158   | 12,57 / 100,00  | 2,13 |
|                         | Bloco de Esquerda              | 98    | 7,80 / 100,00   | 3,92 |
|                         | Coligação Democrática Unitária | 28    | 2,23 / 100,00   | 0,88 |
|                         | Outros                         | 25    | 1,99 / 100,00   |      |
| Votos Inválidos         | Votos Inválidos                | 37    | 2,95 / 100,00   | 0,36 |
| Total                   | Total                          | 1 257 | 100,00 / 100,00 |      |
| Eleitorado/Participação | Eleitorado/Participação        | 1 714 | 73,34 / 100,00  | 3,98 |

#### Vermoim
| Partido                 | Partido                        | Votos | %               | +/-  |
| ----------------------- | ------------------------------ | ----- | --------------- | ---- |
|                         | Partido Socialista             | 900   | 50,34 / 100,00  | 2,52 |
|                         | Partido Social Democrata       | 502   | 28,08 / 100,00  | 1,38 |
|                         | CDS – Partido Popular          | 133   | 7,44 / 100,00   | 2,61 |
|                         | Bloco de Esquerda              | 96    | 5,37 / 100,00   | 1,01 |
|                         | Coligação Democrática Unitária | 72    | 4,03 / 100,00   | 0,74 |
|                         | Outros                         | 43    | 2,39 / 100,00   |      |
| Votos Inválidos         | Votos Inválidos                | 42    | 2,34 / 100,00   | 0,57 |
| Total                   | Total                          | 1 788 | 100,00 / 100,00 |      |
| Eleitorado/Participação | Eleitorado/Participação        | 2 618 | 68,30 / 100,00  | 0,88 |

#### Vila Nova de Famalicão
| Partido                 | Partido                        | Votos | %               | +/-  |
| ----------------------- | ------------------------------ | ----- | --------------- | ---- |
|                         | Partido Socialista             | 1 723 | 37,29 / 100,00  | 3,50 |
|                         | Partido Social Democrata       | 1 549 | 33,52 / 100,00  | 0,48 |
|                         | CDS – Partido Popular          | 606   | 13,11 / 100,00  | 1,78 |
|                         | Bloco de Esquerda              | 347   | 7,51 / 100,00   | 1,97 |
|                         | Coligação Democrática Unitária | 178   | 3,85 / 100,00   | 0,02 |
|                         | Outros                         | 116   | 2,86 / 100,00   |      |
| Votos Inválidos         | Votos Inválidos                | 102   | 2,20 / 100,00   | 0,35 |
| Total                   | Total                          | 4 621 | 100,00 / 100,00 |      |
| Eleitorado/Participação | Eleitorado/Participação        | 6 846 | 67,50 / 100,00  | 7,19 |

#### Vilarinho das Cambas
| Partido                 | Partido                        | Votos | %               | +/-   |
| ----------------------- | ------------------------------ | ----- | --------------- | ----- |
|                         | Partido Social Democrata       | 272   | 37,41 / 100,00  | 1,93  |
|                         | Partido Socialista             | 270   | 37,14 / 100,00  | 6,13  |
|                         | CDS – Partido Popular          | 83    | 11,42 / 100,00  | 2,79  |
|                         | Bloco de Esquerda              | 58    | 7,98 / 100,00   | 6,08  |
|                         | Coligação Democrática Unitária | 16    | 2,20 / 100,00   | 0,80  |
|                         | PCTP/MRPP                      | 10    | 1,38 / 100,00   | 0,62  |
|                         | Outros                         | 7     | 0,96 / 100,00   |       |
| Votos Inválidos         | Votos Inválidos                | 11    | 1,51 / 100,00   | 0,78  |
| Total                   | Total                          | 727   | 100,00 / 100,00 |       |
| Eleitorado/Participação | Eleitorado/Participação        | 1 038 | 70,04 / 100,00  | 11,96 |